# 7687 Маттіас
7687 Маттіас (7687 Matthias) — астероїд головного поясу, відкритий 24 вересня 1960 року.
Тіссеранів параметр щодо Юпітера — 3,598.